# Ішанаварман II
Ішанаварман II (кхмер. ឦសានវរ្ម័នទី២) — правитель Кхмерської імперії.

## Життєпис
Молодший син Ясовармана I. Успадкував престол після смерті старшого брата Гаршавармана I.
Період його правління в історії Кхмерської імперії був дуже бурхливим і хаотичним. Ішанаварман II продовжив боротьбу зі своїм дядьком, який проголосив себе імператором Джаяварманом IV.